# Loïc Nottet
Loïc Edward Nottet, född 10 april 1996 i Courcelles i Hainaut, är en belgisk (vallonsk) sångare. Under 2014 var han med i The Voice Belgique, där han hamnade på en andraplats. 
Den 3 november 2014 stod det klart att Nottet representerar Belgien i Eurovision Song Contest 2015 i Wien. Hans låt till tävlingen hette "Rhythm Inside" och släpptes i mars 2015. Han slutade på en fjärdeplats med 217 poäng.

## Diskografi

### Singlar
- 2015 - Rhythm Inside
- 2016 - Million Eyes
- 2017 - Mud Blood
- 2017- Poison
- 2017- Whisperers
- 2017- Wolves
- 2017- Hungry Heart
- 2017- Team8
- 2017- Cure
- 2017- Dirty
- 2017- Mirror
- 2017- Doctor
- 2017- Go To Sleep
- 2018- On Fire
- 2018- 29
- 2019- Candy House
- 2019- Candy maker
- 2019- Witch Posession
- 2019- Candy Land
- 2019- Candy